# Paris Gare Saint-Lazare

Párizs pályaudvarai és célállomásai

A Paris Gare Saint-Lazare egy vasúti fejpályaudvar Franciaországban, Párizsban. Második a hat legforgalmasabb párizsi állomás között, naponta 274 000 utas fordul meg itt. Ebben csak a Gare du Nord előzi meg.

## Története
Az első állomás Saint-Lazare-ben a jelenlegi helyétől kb. 150 méterre volt. 1837. augusztus 24-én nyílt meg Embarcadère des Batignolles néven. Az első vasútvonal Le Pecqbe vezetett. 1843-ban már három vonal indult innen, 1900-ra a vonalak száma megháromszorozódott. Jelenleg 28 vágány található itt, hat célállomáshoz. 1924. április 27-én az elővárosi vonatok miatt 750 V három sines rendszerrel egyenárammal lett villamosítva az állomás. Néhány vonal újra lett villamosítva már 25 kV 50 Hz-cel és felsővezetékkel az 1960-as években.

## Járatok

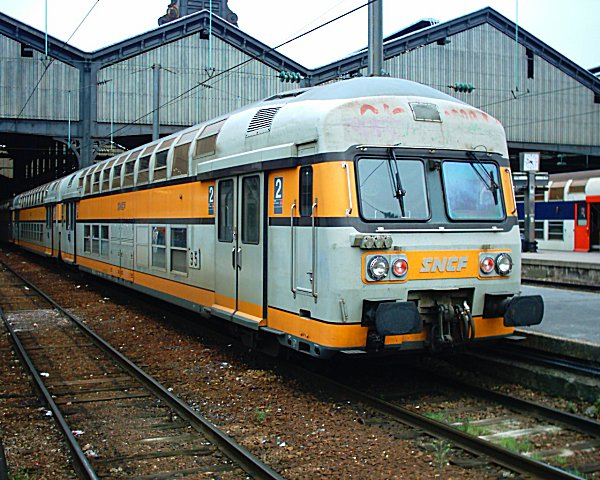
Regionális vonat az állomáson

A Gare Saint-Lazare állomásról távolsági Intercités vonatok indulnak Normandiába és regionális Transilien vonatok Párizs nyugati elővárosaiba.

### Intercités

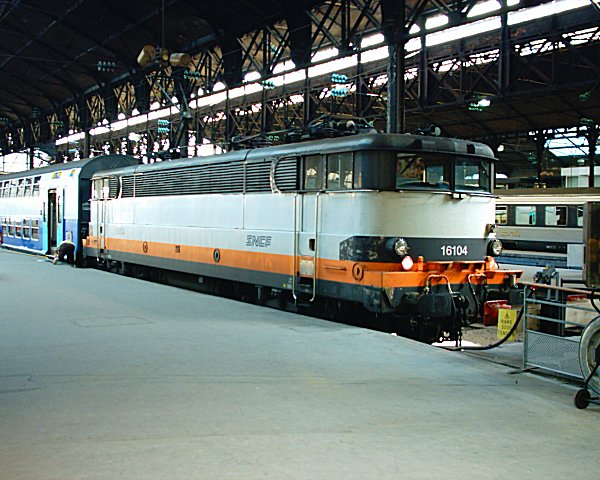
Intercity vonat az állomáson

Saint-Lazare állomásról az alábbi Intercités járatok indulnak:
- Gare Saint-Lazare - Vernon - Rouen-Rive-Droite - Le Havre
- Gare Saint-Lazare - Évreux-Normandie - Lisieux - Caen - Cherbourg
- Gare Saint Lazare - Évreux-Normandie - Lisieux - Trouville-Deauville
- Gare Saint Lazare - Rouen-Rive-Droite - Dieppe

### Elővárosi vonatok (Transilien)
Saint-Lazare állomásról az alábbi Transilien járatok indulnak:
- J
  - Saint-Lazare - Conflans - Gisors
  - Saint-Lazare - Ermont-Eaubonne
  - Saint-Lazare - Conflans - Mantes-la-Jolie
  - Saint-Lazare - Poissy - Mantes-la-Jolie - Vernon
- L
  - Saint-Lazare - Cergy-le-Haut
  - Saint-Lazare - Saint-Nom-la-Bretèche
  - Saint-Lazare - Versailles-Rive-Droite